# Ptychodesthes alternata
Ptychodesthes alternata är en skalbaggsart som beskrevs av Johann Christoph Friedrich Klug 1855. Ptychodesthes alternata ingår i släktet Ptychodesthes och familjen Cetoniidae. Utöver nominatformen finns också underarten P. a. regneri.